# كلايف ريد
كلايف ريد (بالإنجليزية: Clive Reid)‏ هو لاعب كرة قدم أسترالية أسترالي، ولد في 20 أبريل 1922، وتوفي في 7 مارس 1972.

## وصلات خارجية
- كلايف ريد على موقع AustralianFootball.com (الإنجليزية)
- كلايف ريد على موقع AFLtables.com (الإنجليزية)